# Direct (musikalbum av Tower of Power)
Direct är ett livealbum av musikgruppen Tower of Power, utgivet 1981.

## Låtlista
1. Fanfare/You Know It (Fanfare: G.Adams - You Know It: E.Castillo, S.Kupka) – 2:44
2. You're Gonna Need Me (A.King) – 4:02
3. Squib Cakes (C.Thompson) – 7:34
4. That's Why I Sing (C.Thompson) – 4:57
5. What Is Hip (E.Castillo, S.Kupka, D.Garibaldi) – 4:40
6. Never Let Go Of Love (M.Jeffries, G.Levias, H.Thompson) – 4:06

## Medverkande
- Michael Jeffries - Sång
- Lenny Pickett - Saxofoner
- Emilio Castillo - Tenorsax
- Stephen 'Doc' Kupka - Barytonsax
- Greg Adams - Trumpet, flygelhorn
- Mic Gillette - Trumpet, flygelhorn, trombon
- Rick Waychesko - Trumpet
- Willy Fulton - Gitarr, sång på "You're Gonna Need Me"
- Mark Sanders - Trummor
- Vito San Filippo - Elbas
- Chester Thompson - Keyboards
- Victor Feldman - Percussion
- Gästsångare - James Gilstrap, Edie Lehmann, Oren Waters